# Frontières du Tadjikistan
 (octobre 2023).
Si vous disposez d'ouvrages ou d'articles de référence ou si vous connaissez des sites web de qualité traitant du thème abordé ici, merci de compléter l'article en donnant les références utiles à sa vérifiabilité et en les liant à la section « Notes et références ».

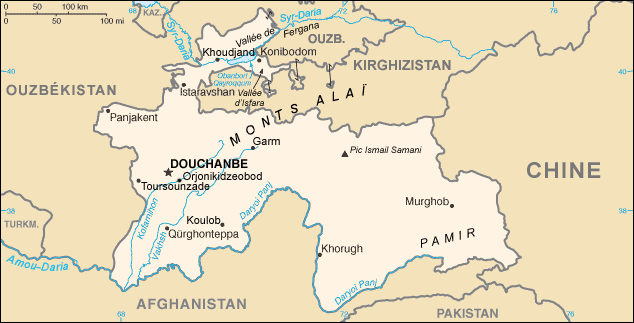
Carte du Tadjikistan (en clair), mettant en évidence ses frontières avec les pays voisins.

Cet article recense les frontières internationales du Tadjikistan.

## Généralités
Le Tadjikistan possède des frontières terrestres avec quatre pays : Ouzbékistan à l'ouest, Kirghizistan au nord, Chine à l'est et Afghanistan au sud.
Le Tadjikistan est un pays totalement enclavé et ne comporte donc aucune frontière maritime.

## Récapitulatif

### Frontières
| Pays         | Longueur (km) | Subdivisions frontalières tadjikes                           | Subdivisions frontalières voisines                                                       |
| ------------ | ------------- | ------------------------------------------------------------ | ---------------------------------------------------------------------------------------- |
| Afghanistan  | 1 206         | Haut-Badakhchan, Khatlon                                     | Badakhchan, Balkh, Kondoz, Takhar                                                        |
| Chine        | 414           | Haut-Badakhchan                                              | Xinjiang                                                                                 |
| Kirghizistan | 984           | Haut-Badakhchan, Région de subordination républicaine, Sughd | Batken, Och                                                                              |
| Ouzbékistan  | 1 161         | Khatlon, Région de subordination républicaine, Sughd         | Djizak, Ferghana, Kachkadaria, Namangan, Samarcande, Sourkhan-Daria, Syr-Daria, Tachkent |

### Tripoints
| Pays                        | Localisation       | Coordonnées                  |
| --------------------------- | ------------------ | ---------------------------- |
| Afghanistan et Ouzbékistan  | Amou-Daria         | 37° 10′ 20″ N, 67° 47′ 11″ E |
| Afghanistan et Chine        |                    | 37° 14′ 03″ N, 74° 53′ 25″ E |
| Chine et Kirghizistan       |                    | 39° 27′ 35″ N, 73° 35′ 59″ E |
| Kirghizistan et Ouzbékistan | Vallée de Ferghana | 40° 13′ 33″ N, 70° 59′ 01″ E |